# 라이카의 여름
《라이카의 여름》는 2006년 7월 22일에 MBC에서 방영한 베스트극장이다. 2006년 베스트극장 극본 공모 당선작이다.

## 등장 인물

### 주요 인물
- 한여름 : 이신우(19세) 역
- 설성민 : 강율(19세) 역
- 함은정 : 을화(19세) 역
- 정선화 : 현정(19세) 역

### 그 외 인물
- 김미경 : 신우의 어머니 역
- 김명국
- 이원용
- 이종래
- 김용희
- 이중열
- 문종찬(아역)
- 이상길(아역)